# Frontière entre l'Espagne et Gibraltar
La frontière terrestre entre l'Espagne et Gibraltar est la deuxième plus petite frontière internationale du monde avec seulement 1,2 kilomètre de longueur. Installée au sud de la péninsule Ibérique, elle sépare l'Espagne de Gibraltar, une possession britannique.

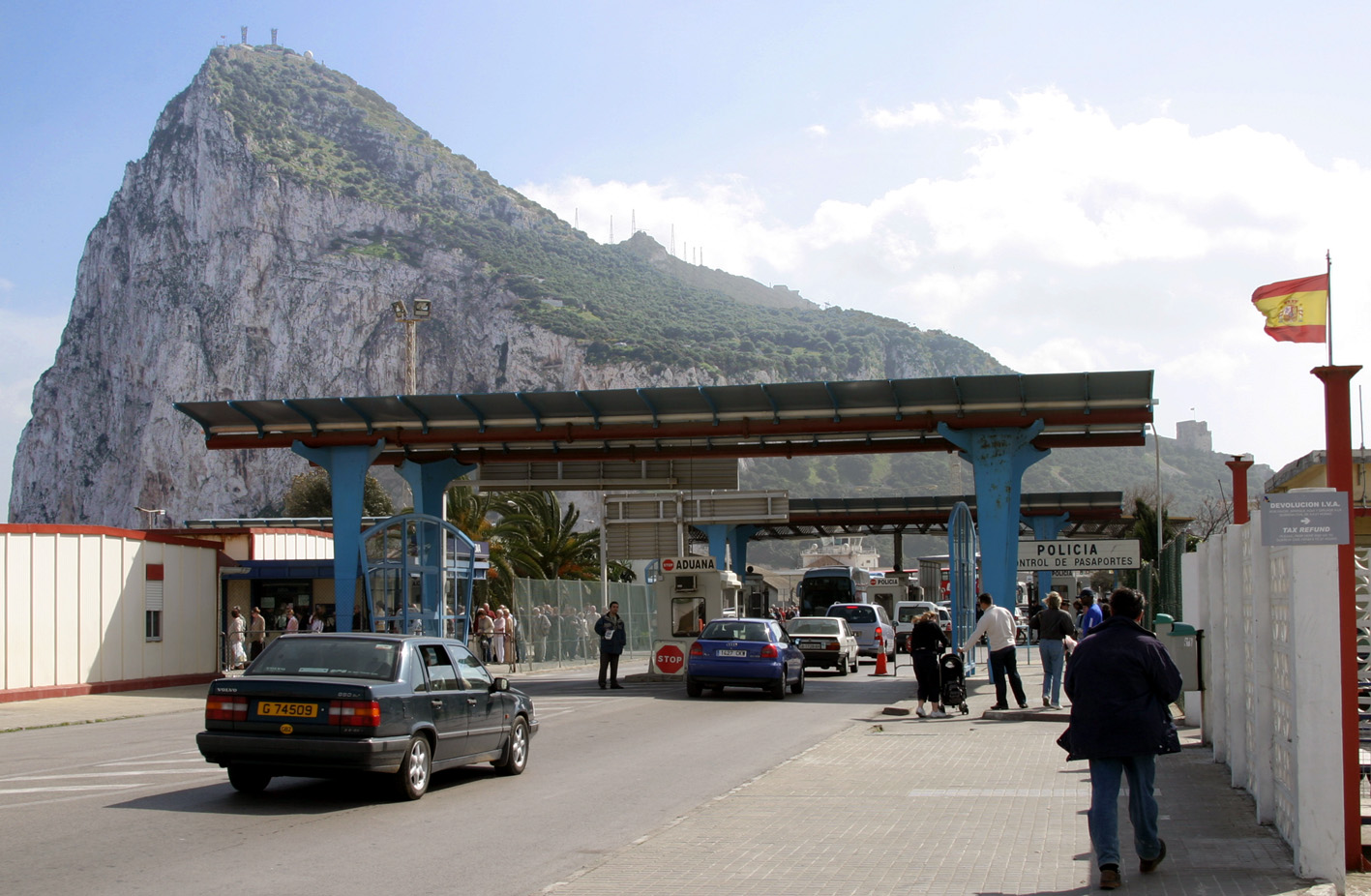
La frontière vue côté espagnol avec en fond le rocher de Gibraltar.

Le tracé actuel de la frontière passe directement au nord des infrastructures de l'aéroport de Gibraltar, et jouxte la ville de La Línea de la Concepción, côté espagnol, dont l'essor économique est lié à cette situation privilégiée. 
Ce tracé est constitué de deux sections rectilignes :
- une partie occidentale, orientée est-ouest, d'environ 580 mètres de long ;
- une partie orientale, obliquant après le bâtiment du terminal aéroportuaire vers le sud-est, d'une longueur d'environ 650 mètres.

De part et d'autre de la frontière s'étend une zone neutre, dont la limite sud côté britannique est constituée par le tracé de 1713 et la limite nord côté espagnol, par l'Avenida Del Ejército à La Línea de la Concepción, englobant ainsi le quartier de Sácra.

## Historique
Lorsqu'en 1713, les traités d'Utrecht sanctionnèrent le rattachement du territoire au Royaume-Uni, la frontière passait au pied du rocher de Gibraltar. Une partie de la zone neutre entre le territoire de la colonie et La Linea fut ensuite concédée provisoirement par l'Espagne afin de permettre la création d'un camp temporaire pour raison d'épidémie dans la cité, et la délimitation déplacée vers le nord une première fois en 1854, avant que les autorités britanniques ne la fixent ensuite unilatéralement sur le tracé actuel par l'édification d'un grillage en 1908.
En mai 1968, la frontière fut fermée sur ordre du général Franco, afin de protester contre l'organisation quelques mois plus tôt, le 10 septembre 1967, d'un référendum d'autodétermination sur le rocher qui avait donné une écrasante majorité pour le maintien de la souveraineté britannique. L'unique poste-frontière, situé à proximité du terminal aéroportuaire ne fut rouvert que le 1er janvier 1985 à minuit.
En 2006, les accords triparties de Cordoue ont été signés entre le Royaume-Uni, l'Espagne et Gibraltar.

## Trafic
En 2017, le trafic transfrontalier s'élève à 12 000 personnes quotidiennes pour un temps de franchissement pouvant varier entre une demi-heure et deux heures.